# Jerónimo Saavedra
Jerónimo Saavedra Acevedo (3 tháng 7 năm 1936 – 21 tháng 11 năm 2023) là một chính khách Tây Ban Nha. Ông từng là Chủ tịch Quần đảo Canary hai lần từ 1982 đến 1987, và một lần nữa từ 1991 đến 1993.

## Tiểu sử
Năm 1972, ông gia nhập Đảng Công nhân Xã hội Tây Ban Nha (PSOE), cũng như  Unión General de Trabajadores (UGT). Là Tổng thư ký của Liên đoàn PSOE Canaria từ năm 1976 đến 1983. Saattedra đã được bầu đại biểu cho Cortesent Cortes vào năm 1977 và tái đắc cử vào năm 1979, 1982 và 1989, đại diện cho Las Palmas. Trong Chính phủ cuối cùng của Felipe González (cơ quan lập pháp thứ 5) Saattedra giữ các vị trí Bộ trưởng Bộ Hành chính Nhà nước trong giai đoạn 1993-1995 và Bộ trưởng Bộ Giáo dục và Khoa học từ năm 1995-1996.
Năm 1996 và từ 1999 đến 2003, ông được bầu làm thượng nghị sĩ.
Năm 2007 được bầu làm thị trưởng Las Palmas de Gran Canaria trong một chiến thắng áp đảo, đưa sự cai trị mười hai năm của những người tiền nhiệm của đảng Nhân dân bảo thủ của ông chấm dứt. Một văn phòng mà ông đã giữ cho đến khi thất bại trong nỗ lực tái tranh cử vào năm 2011. Ông được chỉ định là Người thanh tra (Diputado del Común) ở Quần đảo Canary, giữa năm 2011 và 2018 khiến ông rời khỏi Đảng Công nhân Xã hội Tây Ban Nha (PSOE).
Saattedra từng giảng dạy tại các trường đại học Tây Ban Nha, chủ yếu là Universidad de Las Palmas de Gran Canaria (ULPGC), ông giữ một Tiến sĩ Luật và bằng tốt nghiệp Quản trị Công ty.
Ông qua đời vào ngày 21 tháng 11 năm 2023, ở tuổi 87 tại nhà riêng ở Las Palmas de Gran Canaria. Chiều hôm đó, nhà nguyện tang lễ được khai trương tại Casas Consistoriales của Las Palmas. Chính quyền thành phố và chính quyền Quần đảo Canary đã ra lệnh để tang chính thức ba ngày. Chiều ngày 22 tháng 11, Saavedra được chôn cất tại nghĩa trang khu phố Vegueta, quận Las Palmas, nơi ông đã sống cả đời.

## Đời tư
Năm 2000 trong buổi giới thiệu một cuốn sách về công khai ở Tây Ban Nha, ông tuyên bố công khai rằng mình là người đồng tính.
Tương tự như vậy, điều này cũng khiến ông trở thành chính khách đồng tính công khai đầu tiên trong lịch sử Tây Ban Nha nắm giữ nhiều cơ quan công quyền khác nhau, chẳng hạn như người đồng tính đầu tiên ở Thượng viện Tây Ban Nha (một vị trí ông giữ đến năm 2004), cũng như là thị trưởng đồng tính đầu tiên của một tỉnh lỵ Tây Ban Nha (Las Palmas de Gran Canaria), đồng thời là bộ trưởng chính phủ đầu tiên giữ chức Bộ trưởng bộ hành chính công từ năm 1993 mật1995 và Bộ Giáo dục và Khoa học 1995.1996, đồng thời là Chủ tịch đồng tính đầu tiên của một tỉnh Tây Ban Nha từ 1982 đến 1987, và một lần nữa từ 1991 đến 1993.